# Blackstreet
I Blackstreet sono un gruppo musicale R&B statunitense attivo dal 1991.

## Storia
Il gruppo si è formato dall'iniziativa di Teddy Riley dopo lo scioglimento dei Guy. 
Il primo singolo è uscito nel 1993 ed è stato inserito nel film CB4. L'album di debutto ha avuto molto successo, ma il gruppo si è consacrato con No Diggity (feat. Dr. Dre), brano che raggiunge la prima posizione della Billboard Hot 100 nel novembre 1996 e che permette al gruppo di vincere il Grammy Award nella categoria "miglior interpretazione R&B di un duo/gruppo con voce".
Il gruppo pubblica altri due album tra il 1996 ed il 1999. Nel 2003 esce Level II ed una raccolta.

## Formazione
Attuale
- Chauncey Hannibal
- Levi Little
- Mark Middleton
- Eric Williams

Ex componenti
- Teddy Riley
- Dave Hollister
- Joseph Stonestreet
- Terrell Phillips

## Discografia

### Album in studio
- 1994 – Blackstreet
- 1996 – Another Level
- 1999 – Finally
- 2003 – Level II

### Raccolte
- 2003 – No Diggity: The Very Best of Blackstreet